# Kapoita
Kapoita (ook geschreven als Kapoeta) is de hoofdplaats van de Zuid-Soedanese staat Eastern Equatoria.
Kapoita telt naar schatting 6000 inwoners.